# Jacques Reverchon (peintre)
Pour les articles homonymes, voir Reverchon.
Jacques Reverchon né à Paris le 15 septembre 1927 et mort à Tourcoing le 21 mai 1968 est un peintre, graveur et illustrateur français.
Né dans le creuset de l'École de Paris son œuvre a mûri au fil de ses voyages, du Sud au Nord. Les thèmes abordés sont : chevaux, cirque, corrida, flamenco, danse, musique, nu, portrait, paysage et nature morte.

## Biographie
Jacques Reverchon est né le 15 septembre 1927 à Paris, troisième de cinq enfants. Il a toujours dessiné, encouragé dans son talent par ses parents, Joseph Reverchon et Antoinette Chaffal. Tout est prétexte à dessiner comme en témoignent les croquis dans la marge de ses carnets d’écolier.
Il passe les douze premières années de sa vie à Paris. La déclaration de la Seconde Guerre mondiale contraint Joseph Reverchon à mettre sa famille à l’abri entre 1939 et 1943 au Pont-de-Beauvoisin. Jacques Reverchon vit alors des années fondatrices pour la naissance de sa vocation entre Lyon, où il est pensionnaire, et le Dauphiné. Il passe son temps à courir les chemins, escalader les arbres avec lesquels il noue une relation fusionnelle, observer les chevaux qu’il peindra et gravera toute sa vie et surtout les hommes au travail. Il forge son regard et n’aura de cesse de retrouver les sensations de son enfance, de s’immerger dans la nature. « Ceux que j'ai toujours aimés, ces paysans ronds, petits, mal rasés, jeunes ou vieux, simples et tranquilles, pourquoi ? Parce que j'étais fait pour être un paysan », déclare-t-il en 1961.
Le 31 mai 1943, dans une rédaction, il exprime qu'il sait déjà qu’il n’empruntera pas une route toute tracée, mais qu’il fera sien des chemins de traverse sur lesquels ses passions pourront converger : « Je voudrais peindre, mener une vie d’artiste, une vie indisciplinée, n’être commandé par personne, faire ce que je veux, travailler selon mes désirs. Etre tantôt peintre, tantôt sculpteur. Un jour il me prendrait envie de peindre un paysage : je partirais avec ma boîte de peinture comme seul bagage. Je m’installerais au milieu de cette nature tant aimée. Je la sentirais palpiter, s’animer autour de moi, et j’essaierais de la rendre, mettant toute mon âme à peindre ses couleurs innombrables et légères. »
En 1943, la famille Reverchon regagne Paris. Jacques Reverchon entre à l’École nationale supérieure des beaux-arts en 1945, suit des ateliers libres comme il est de coutume avant d’être admis à titre définitif en 1948. Il est inscrit dans l'atelier d'Eugène Narbonne pour la peinture, celui de René Jaudon pour la lithographie et d'Édouard Goerg pour la gravure. L’air de mai 1968 n’a pas encore soufflé et l’École des beaux-arts est attachée à un académisme de mise et à un art figuratif qui s’appuie sur le dessin. Alors que, dans cette période d’après-guerre, flotte un air de liberté et que certaines galeries parisiennes prennent parti pour l’abstraction lyrique ou géométrique.
Plusieurs voyages d’étude sont l’occasion de découvrir l’Italie, ses grands maîtres et surtout des paysages qui l’envoûtent, lui donnant à jamais le goût pour la campagne méditerranéenne, ses couleurs, ses parfums, ses lumières, les cyprès et les oliviers. En 1951, Reverchon concourt sans succès pour le prix de Rome en peinture. À propos de l'eau-forte — sa technique de prédilection — il écrit : « Je comprends qu’on puisse faire de ce paysage une belle chose, interprétée peut-être comme Simone Martini à Sienne. Il faut s’asseoir, dessiner, regarder. Les chardons sont beaux, se dressent avec leurs feuilles sèches et piquantes, les fleurs d’or aux reflets d’argent. Les cyprès sont noir-vert. ou vert-jaune. Les oliviers sont gris-vert et à côté d’eux des arbustes beaucoup plus petits vert d’argent. La terre est grise et ses ombres sont grises ».
Reverchon sort de l’École des beaux-arts en 1952, avec une année d’interruption entre 1949 et 1950, pour un service militaire effectué en Autriche. Son talent de graveur sera couronné par le prix Blumenthal. Il excelle plus que jamais dans l’art de l’eau-forte, aime toutes les possibilités offertes par le noir et blanc, passionné par l’œuvre de Rembrandt. La couleur viendra plus tard. Ses professeurs encouragent son talent.
En 1955, Reverchon est retenu par l’Académie des beaux-arts pour être pensionnaire à Madrid à la Casa de Velázquez. L’Espagne l’attire depuis longtemps, en attestent ses gravures illustrant la corrida. Il y passera deux ans, profitant de la bourse allouée pour voyager à travers l’Espagne, été comme hiver, d’abord en train, en bus, puis à vélo, à pied, s’égarant à dessein, partant à la découverte des paysages et des hommes du peuple. « Voyageur, je suis l’impénitent voyageur […] Je suis celui qui traverse l’Espagne, je suis d’Espagne peut être plus qu’un homme né ici qu’on appelle espagnol. Je suis celui qui regarde. » Ne revenant à Madrid que pour graver, puisant dans ce qu’il aura glané sur les chemins à travers ses carnets de croquis et pages poétiques, ou partagé en convivialité dans de petits bourgs écrasés de soleil ou balayés par la pluie. La Castille et l’Andalousie l’attirent, le retiennent spécialement. Les courriers ou notes personnelles témoignent d’un homme, écrivain-voyageur, amoureux de l’Espagne qui veut retenir toutes les saveurs de sa terre d’adoption et l’exprimer à travers ce qui fait « l’âme espagnole » : le flamenco, la corrida, le sentiment de la mort, etc. mais aussi à travers tout ce qui l’opprime sous le joug intraitable du régime franquiste. Hormis quelques peintures à l’huile, le noir et blanc de ses gravures est là pour dire toute la rigueur de ces années, un pays de contrastes d’ombres et de lumières au propre comme au figuré. Jusqu’à la fin de sa vie, Il retournera régulièrement en Espagne pour cueillir son inspiration .
En automne 1957, Jacques Reverchon regagne Paris, deux postes de professeur de dessin en collège l’attendent. Et tout en continuant la gravure, son métier, il va revenir à sa vocation première, celle de peintre, en développant la technique de l’aquarelle. Paris et la Seine, deviennent un vaste terrain d’observation et de jeu pour le pinceau exprimant son talent de coloriste. Le thème du paysage va désormais occuper une place grandissante dans son œuvre.
En 1962, Reverchon réussit un concours et est nommé professeur de dessin à l’école supérieure des beaux-arts de Tourcoing. Il fonde le premier atelier de gravure de l’école et fait des émules parmi ses élèves. En Flandres, il découvrira des paysages faits pour la gravure, tout comme littoral normand, la mer du Nord sont faits pour l’aquarelle. Dès qu’il le peut — quelques heures ou quelques jours —, du plus au Nord de l’Europe jusqu’à son extrême Sud, il part peindre d'après nature. Différents styles cohabitent dans son travail d’aquarelliste. Si Jacques Reverchon semble avoir affirmé son style en gravure, il se laisse une liberté de recherche en peinture, de l’aquarelle la plus classique à l’abstraction, de la transparence de la touche à la saturation des tons par l’emploi de la gouache.

Le Midi et le Nord alternent dans les aquarelles d’un style large, direct et vigoureux, présentées par Reverchon à Paris à la galerie Bernier. « Une atmosphère de simplicité, solitaire et stagnante, donne à ces paysages, fortement rythmées, un accent de vérité très prenant » écrit Raymond Charmet dans le Nouveau Journal. En 1962, la galerie du Pont-Neuf expose ses aquarelles sur l’Île de la Cité. À cette occasion, la revue Arts écrit : 

« Dans ses aquarelles largement traitées, Jacques Reverchon sait restituer un climat, une atmosphère, la palpitation joyeuse et les reflets aquatiques, les mâtures et les rythmes d’un port (Honfleur), les lentes levées de terre d’un paysage automnal ou, nettement sertie, la distribution des éléments d’une nature morte. Intelligentes en leur construction, leur élaboration, ces aquarelles sont le fait d’une vision saine et poétique de la réalité. Un jeune peintre qui promet beaucoup. »

— J.J.L
Les dernières années de sa vie, en pleine possession de son métier de graveur et de peintre, et soutenu par des galeristes, Jacques Reverchon creuse de nouvelles manières de s’exprimer à travers la lithographie et peinture à l'huile.
Il meurt brutalement le 21 mai 1968 à Tourcoing et quelques toiles, essentiellement des natures mortes, seront dévoilées lors d’une rétrospective en 1971.
Le département des estampes et de la photographie de la Bibliothèque nationale de France à Paris conserve une grande partie de son œuvre gravé (257 gravures).

## Œuvres dans les collections publiques
Espagne
- Madrid, Casa de Velázquez.

France
- Paris :
  - Bibliothèque nationale de France, 257 gravures, dont :
    - À Manolète, 1952 ;
    - À la Gloire de ceux du Mont Kemmel en 1914-1918, 1964 ;
    - Amsterdam, 1964[6],[7] ;
    - Le 20 octobre 1965, 1965 ;
    - À Madrid, 1966 ;
    - Le Cavalier Ouroz, 1967, d'après Les Cavaliers de Joseph Kessel ;
    - Chevaux , 1967 ;
    - Corrida, 1968 ;
    - La Passion, suite de 34 gravures ;
    - Annie José Dancoine[7].

  - École nationale supérieure des beaux-arts.
- Rodez, musée des Beaux-Arts Denys-Puech.
- Tourcoing, MUba Eugène-Leroy.

## Illustrations
- La Passion selon Victor Hugo, Éd. Erik Egnell, Éd.Cyrano, mai 2007  (ISBN 978-2-9526713-3-0).

## Récompenses
- 1952 : second grand Prix de Rome en taille-douce.
- 1952 : prix Blumenthal, avec André Brasilier.
- 1955 : lauréat de la Casa de Velázquez à Madrid[8].

## Expositions
- 1948 : Salon des artistes français, Paris.
- 1949 : Salon d'automne, Paris.
- 1951 : Salon d'automne, Paris.
- 1953 : galerie 22, Paris.
- 1955 : galerie 7, Paris.
- 1956 : exposition de la Casa de Velázquez, Salones Macarron, Madrid.
- 1961 : galerie de Marignan, Paris, gravures.
- 1962 : galerie du Pont-Neuf, Paris, aquarelles.
- 1963 : galerie Caracalla, Lyon.
- 1965 : palais de Rohan, Strasbourg.
- 1965 : musée Galliera, Paris (artistes lauréats).
- 1966 : galerie Vendôme, Paris, gravures.
- 1966 : galerie Bernier, Paris, aquarelles.
- 1967 : Bibliothèque nationale, gravures.
- 1971 : galerie Vendôme, Paris, rétrospective Jacques Reverchon.
- 2017 : galerie du Vert-Galant, De l’ombre à la lumière, à la découverte d’un artiste oubliè[9].